# Italia agli VIII Giochi paralimpici invernali
L'Italia ha partecipato agli VIII Giochi paralimpici invernali di Salt Lake City, negli Stat Uniti d'America (dal 7 al 16 marzo 2002) con una delegazione di 13 atleti. L'Italia vinse 9 medaglie e chiuse all'11º posto del medagliere.

## Medaglie
| Medaglie | Atleta                | Sport        | Evento              | Data       |
| -------- | --------------------- | ------------ | ------------------- | ---------- |
| Oro      | Fabrizio Zardini      | Sci alpino   | Supergigante LW11   | marzo 2002 |
| Oro      | Roland Ruepp          | Sci di fondo | 5 km sitski LW 11   | marzo 2002 |
| Oro      | Roland Ruepp          | Sci di fondo | 10 km sitski LW 11  | marzo 2002 |
| Argento  | Christian Lanthaler   | Sci alpino   | Discesa libera LW2  | marzo 2002 |
| Argento  | Christian Lanthaler   | Sci alpino   | Supergigante LW2    | marzo 2002 |
| Argento  | Gianmaria Dal Maistro | Sci alpino   | Slalom gigante B3   | marzo 2002 |
| Bronzo   | Roland Ruepp          | Biathlon     | 7,5 km sitski       | marzo 2002 |
| Bronzo   | Fabrizio Zardini      | Sci alpino   | Discesa libera LW11 | marzo 2002 |
| Bronzo   | Florian Planker       | Sci alpino   | Supergigante LW2    | marzo 2002 |